# Gino Ávila
Gino Tanislado Ávila Dilbert (ur. 10 maja 1999) – honduraski zapaśnik walczący przeważnie w stylu wolnym. Siódmy na igrzyskach panamerykańskich w 2023. Wicemistrz panamerykański w 2023 i trzeci w 2025. Brązowy medalista igrzysk Ameryki Środkowej i Karaibów w 2018. Pierwszy i trzeci na igrzyskach Ameryki Środkowej w 2017. Wicemistrz panamerykański juniorów w 2017 roku.